# Origo gentis Romanae
Origo gentis Romanae, litt. Les Origines du peuple romain (en sachant que Origo veut dire « Histoire » en latin tardif), est un ouvrage de compilation présent dans le corpus Aurelianum.

## Présentation
On hésite sur l'auteur de l'opuscule, le compilateur et l'auteur du titulus. Il semble que le titulus fut rajouté par le compilateur.
Il est possible qu'il y ait eu quelques interpolations à l'époque médiévale à travers l'Historia miscella de Landulf Sagax. 
D'après les promesses de la préface, on croyait que c'est un abrégé d'une œuvre plus vaste, surnommé OGR Plenior par Theodor Mommsen, si on se base sur les rapprochement avec Laudulf Sagax et Paul Diacre. Des analyses complémentaires montrent que ce n'est pas un abrégé mais à plusieurs reprises, l'anonyme condense sa source ou le compilateur fit une interpolation. On pense que c'est le compilateur qui fit des abréviations.
La source doxographique est inconnue. Les hypothèses sont nombreuses. On hésita sans succès avec L. César, augure et pontife, Tiberius Claudius Donatus (en), Verrius Flaccus abrégé par Festus. L'auteur la suit fidèlement vu l'ensemble homogène. L'auteur anonyme est un professionnel de l'exégèse virgilienne. Il cite Salluste, Ennius, Plaute, Ovide et Tite-Live. Lecteur classique, c'est un érudit sur les étymologies et topologies. 
Les auteurs cités sont tous antérieurs au règne d'Auguste. On est dans une structure annalistique, proche des Antiquités Romaines de Varron. Le traité est dans le style d'un passé valorisant, on est proche des Fasti Capitolini, les Acta Triumphalia, Caius Julius Hyginus, l'Énéide et le Forum d'Auguste. 
Le traité peut se diviser en deux parties : §1-5, règne de Janus, Saturne, Picus, Faunus, qui cite souvent Virgile ; §6, Énée, partie doxographique avec des annalistes et antiquaires.  
L'OGR est postérieur d'un siècle au Livre des Césars de Aurelius Victor. Des rapprochements stylistiques et des allusions incertaines le font attribuer probablement à la fin du IVe siècle.